# Chappaqua Brook
Chappaqua Brook, zn. inaczej jako Roaring Brook – rzeka w stanie Nowy Jork, w hrabstwie Westchester. Jest dopływem rzeki Kisco. Zarówno długość cieku, jak i powierzchnia zlewni nie zostały oszacowane przez USGS.